# Giải vô địch bóng đá nữ U-18 châu Âu 2000
Giải vô địch bóng đá nữ U-18 châu Âu 2000 là Giải vô địch bóng đá nữ U-18 châu Âu thứ ba (sau này đổi thành Giải vô địch bóng đá nữ U-19 châu Âu), diễn ra từ ngày 27 tháng 7 tới 4 tháng 8 năm 2000. Đức lần đầu lên ngôi vô địch sau chiến thắng trước Tây Ban Nha trong trận chung kết.

## Vòng bảng
| Đội         | Tr | T | H | B | BT | BB | HS | Đ |
| ----------- | -- | - | - | - | -- | -- | -- | - |
| Đức         | 3  | 2 | 1 | 0 | 5  | 1  | +4 | 7 |
| Tây Ban Nha | 3  | 2 | 0 | 1 | 7  | 5  | +2 | 6 |
| Thụy Điển   | 3  | 1 | 1 | 1 | 3  | 4  | −1 | 4 |
| Pháp        | 3  | 0 | 0 | 3 | 4  | 9  | −5 | 0 |

| Thụy Điển                     | 2 – 1 | Pháp      |
| ----------------------------- | ----- | --------- |
| Björstedt 21' · Albertsen 83' |       | Morel 29' |

| Đức                         | 2 – 0 | Tây Ban Nha |
| --------------------------- | ----- | ----------- |
| Schäpertöns 10' · Meier 41' |       |             |

| Tây Ban Nha                  | 3 – 1 | Thụy Điển |
| ---------------------------- | ----- | --------- |
| del Río 47', 52' · Lucas 61' |       | Nordin 2' |

| Đức                                    | 3 – 1 | Pháp       |
| -------------------------------------- | ----- | ---------- |
| Meier 20' · Wilmes 40' · Wimbersky 89' |       | Kubiak 81' |

| Đức | 0 – 0 | Thụy Điển |
| --- | ----- | --------- |
|     |       |           |

| Tây Ban Nha                                | 4 – 2 | Pháp                     |
| ------------------------------------------ | ----- | ------------------------ |
| del Río 35', 39', 45' · Pogeant 41' (l.n.) |       | Kubiak 64' · Pogeant 66' |

## Chung kết
| Đức                                      | 4 – 2 | Tây Ban Nha      |
| ---------------------------------------- | ----- | ---------------- |
| Meier 13', 90' · Wilmes 31' · Färber 79' |       | del Río 45', 90' |

| Vô địch U-18 châu Âu 2000 |
| ------------------------- |
| · Đức · Lần thứ nhất      |